# 垂柳遺跡
垂柳遺跡（たれやなぎいせき）は、青森県南津軽郡田舎館村にある弥生時代中期の遺跡。国の史跡に指定されている。

## 概要
1981年（昭和56年）の国道102号バイパス化工事の試掘調査に際して弥生時代の水田跡が10面程発見された。
遺跡周辺からは弥生土器の出土事例があり遺跡の存在が想定されており、地元の中学教諭が出土遺物を収集し調査・研究していた。
1958年（昭和33年）秋に東北大学による発掘調査が行われた。その結果、稲作農業が弥生時代中期後半の田舎館式土器期には成立していたことが証明された。その後、1982年（昭和57年）から翌83年の2か年にわたる県教育委員会の発掘調査により畔で区画された656面の水田跡が検出され、それまで東北地方北部における弥生時代の水田稲作は否定的であったが、津軽平野のみであるが稲作をはじめとする弥生文化が受容されていた可能性が濃くなった。
また、遺跡から北西20キロメートル地点に位置する青森県弘前市で発見された砂沢遺跡においても弥生前期末の水田跡と水田稲作と関係する遠賀川式土器が確認されており、稲作文化の北限と位置づけられている。
2000年（平成12年）4月11日、国の史跡に指定された。

## 主な出土品
- 弥生土器
- 炭化米200粒以上
- 土偶[6]
- 石器[6]
- 土器の蓋[6]

## 所在地
- 〒038-1112 青森県南津軽郡田舎館村大字垂柳

## アクセス・交通
- 東北自動車道黒石ICから車で20分、弘南鉄道弘南線田舎館駅から徒歩10分、田んぼアート駅（12月1日から3月31日まで営業せず）すぐ。